# Santa Rita do Pardo
Santa Rita do Pardo é um município brasileiro do estado do Mato Grosso do Sul, Região Centro-Oeste do país. Sua população, de acordo com estimativas do Instituto Brasileiro de Geografia e Estatística (IBGE), era de 7 582 habitantes em 2014.

## Geografia

### Localização
O município de  está situado no sul da região Centro-Oeste do Brasil, no Leste de Mato Grosso do Sul (Microrregião de Três Lagoas). Localiza-se a uma latitude 21º18'10" sul e a uma longitude 52º49'50" oeste. Distâncias:
- 268 km da capital estadual (Campo Grande).
- 1 020 km da capital federal (Brasília).

### Geografia física
Solo
No município de Santa Rita do Pardo predomina o Latossolo Vermelho-Escuro de textura média e baixa fertilidade natural, junto à sede, tem ocorrência expressiva de Luvissolos de elevada fertilidade natural, com textura arenosa/média. No  extremo norte do município verifica-se a predominância de Neossolos e nas margens dos rios Planossolos.
Relevo e altitude
Está a uma altitude de 360 m. Predominam os modelados tabulares, entremeados a áreas planas e de acumulação ao longo dos rios. Encontram-se também topos colinosos de declividades baixa. O município de Santa Rita do Pardo encontra-se na Região dos Planaltos Arenítico Basálticos Interiores, dividindo-se em três unidades geomorfológicas: Rampas Arenosas dos Planaltos Interiores, Divisores Tabulares dos Rios Verde e Pardo e Vale do Paraná.
Apresenta relevo plano geralmente elaborado por várias fases de retomada erosiva, relevos elaborados pela ação fluvial e áreas planas resultante de acumulação fluvial sujeita a inundações periódicas.
Clima, temperatura e pluviosidade
Está sob influência do clima tropical (AW). Quase que a totalidade do município apresenta clima úmido a Sub-úmido, com índices de umidade variando de 20 a 40%. A precipitação anual varia entre 1.500 a 1.750 mm e o excedente hídrico anual de 800 a 1.200 mm durante cinco a seis meses, deficiência hídrica de 350 a 500 mm durante quatro meses. As temperaturas médias do mês mais frio são menores que 20 °C e maiores que 18 °C. 
Hidrografia
Está sob influência da Bacia do Rio da Prata. Rios do município:
- Rio Paraná: rio formado pela confluência dos rios Paranaíba (nasce em Goiás) e o Grande (cujas cabeceiras ficam na serra da Mantiqueira, em Minas Gerais), a uns 10 km a nordeste da cidade de Aparecida do Taboado. Daí até o ponto extremo de Mato Grosso do Sul faz divisa entre

Santa Rita do Pardo neste estado e o estado de São Paulo. 
- Rio Pardo: afluente pela margem direita do rio Paraná, desaguando nele pouco acima da ponte no porto XV de Novembro. Nasce na lagoa Sanguessuga (hoje seca), perto de Camapuã, tendo como principal formador o córrego Capim Branco. Com pouco menos de 500 km, faz divisa entre o município de Ribas do Rio Pardo e Santa Rita do Pardo e entre Ribas do Rio Pardo e Bataguaçu.
- Rio Taquaruçu: afluente pela margem direita do rio Paraná; limite entre os municípios de Brasilândia e Santa Rita do Pardo.
- Rio Três Barras: afluente pela margem esquerda do rio Pardo, no município de Santa Rita do Pardo.

Vegetação
Se localiza na região de influência do Cerrado, com predomínio de pastagem plantada. Áreas de reflorestamento, lavouras e várzeas são menos representativas.

### Geografia política
Fuso horário
Está a -1 hora com relação a Brasília e -4 com relação a Meridiano de Greenwich (Tempo Universal Coordenado)
Área
Ocupa uma superfície de 6 141,615 km².
Subdivisões
Santa Rita do Pardo (sede).
Arredores
Brasilândia (N), Bataguassu (S), Ribas do Rio Pardo (O) e Presidente Epitácio (L).

## História
Consta como um dos fundadores de Santa Rita do Pardo o Major Manoel Cecílio da Costa Lima que recebeu terras do estado na região em reconhecimento à bravura de ter aberto a estrada que liga Campo Grande à Bataguassu, trazendo uma embarcação que serviria para transpor o rio Paraná, ligando o estado de Mato Grosso do Sul à São Paulo. Em divisões territoriais datadas de 31 de julho de 1936, já figurava no município de Três Lagoas um distrito de nome Chavantina. Entre 1944 e 1948 seu nome já aparece grafado como Xavantina. Em 14 de novembro de 1963, pela Lei Estadual nº 1970, o distrito de Xavantina foi transferido do município de Três Lagoas para o novo município de Brasilândia.
Em 1977 a região passa a fazer parte do atual estado de Mato Grosso do Sul. Em 18 de dezembro de 1987, pela Lei nº 808, foi criado o município de Santa Rita do Pardo, pelo então governador Marcelo Miranda Soares, ficando o mesmo pertencendo a comarca de Brasilândia. Foi instalado em 1 de janeiro de 1989.

### Topônimo
Santa Rita do Pardo já se chamou Santa Rita do Rio Pardo, Xavantina e Chavantina, sendo na época distrito de Brasilândia. Após a emancipação passou a ter o nome atual.

## Demografia
Sua população estimada em 2011 era de 7.307 habitantes, o que resulta numa densidade populacional de 1,18 habitantes por km².
Ainda hoje seus descendentes possuem terras na região, que foi muito ocupada por fazendeiros do estado vizinho, que viram o potencial desta região, tão próxima de seu estado. Suas primeiras edificações foram uma redução jesuítica que data do século XVIII.

## Infraestrutura

### Rodovias
- MS-40 (asfaltada) liga Santa Rita do Pardo a Campo Grande
- MS-338 (asfaltada) liga Santa Rita do Pardo a Bataguassu

## Administração
- Prefeito: Cacildo Dagno Pereira (PSDB) (2016/2020)
- Vice-prefeito: José Milton de Souza (DEM)